# Skrzypce
Skrzypce – muzyczny instrument strunowy z grupy smyczkowych. Skrzypce są jednym z najmniejszych instrumentów z tej grupy, zarazem charakteryzują się najwyższym strojem.

## Budowa

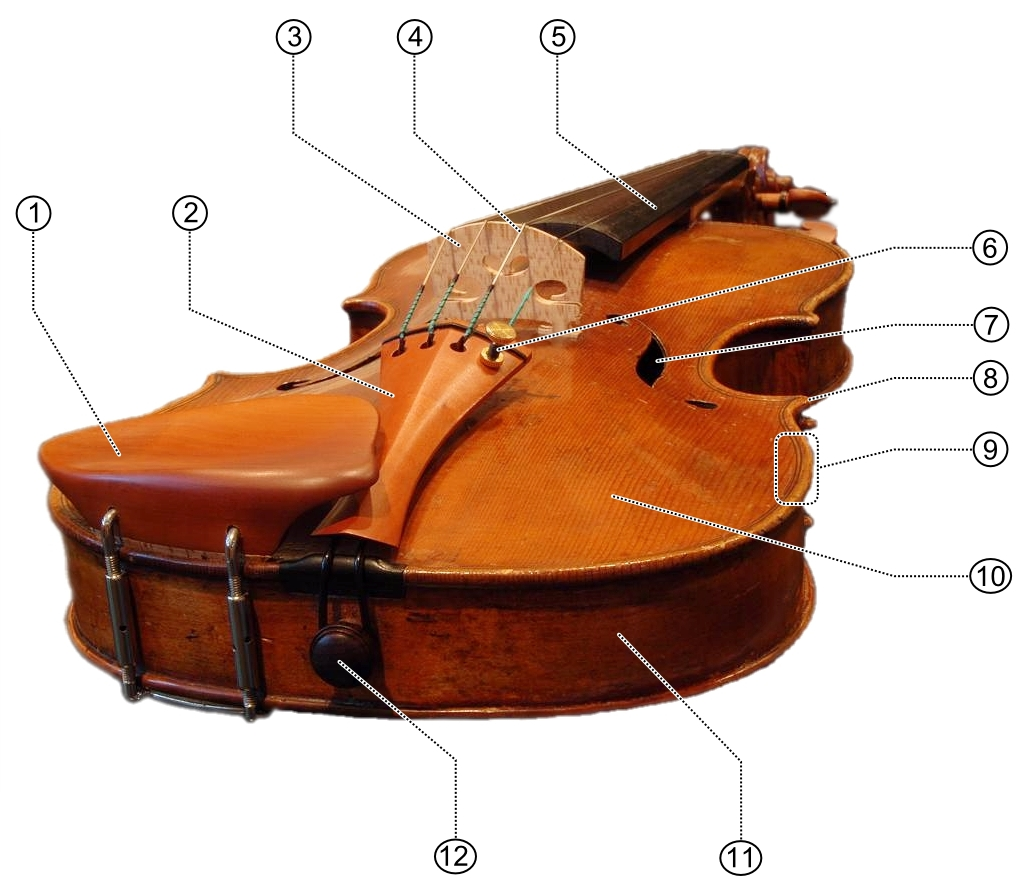
Budowa skrzypiec: 1 – podbródek; 2 – strunociąg (strunnik); 3 – podstawek (mostek); 4 – struna; 5 – podstrunnica (gryf); 6 – stroik; śrubka 7 – otwór rezonansowy; 8 – talia (wcięcie); 9 – żyłka (ornament); 10 – płyta górna; 11 – boczek; 12 – guzik

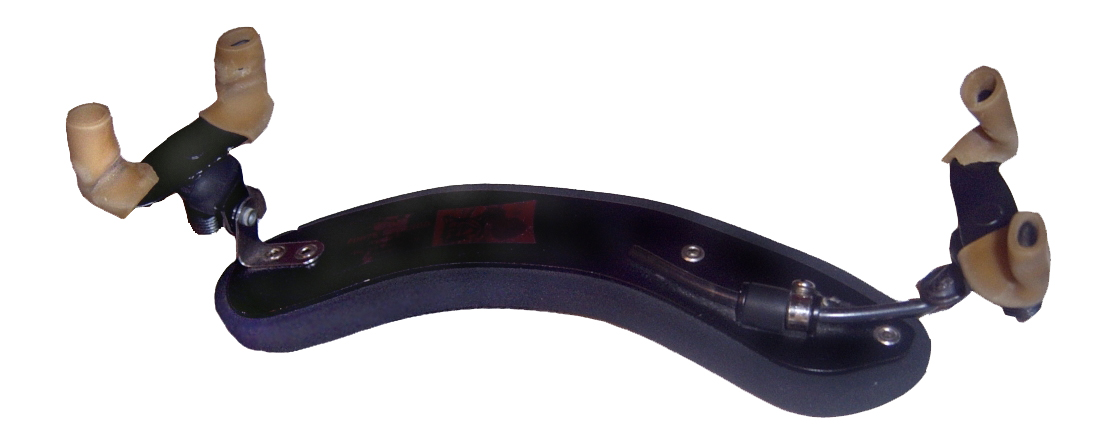
Żeberko, szyna (element zakładany od spodu na pudło rezonansowe skrzypiec)

Pudło rezonansowe skrzypiec składa się z dwóch lekko wypukłych płyt. Płyta wierzchnia często wykonana z drewna świerkowego, a spodnia z drewna jaworowego. Płyty łączą ze sobą boczki, również z drewna jaworowego. Płyty mają boczne wycięcia w kształcie litery C. Na wierzchniej płycie umieszczone są otwory rezonansowe w kształcie litery f – stąd ich potoczna nazwa: „efy”. Wierzchnia płyta wzmocniona jest belką przebiegającą pod struną G. Od wewnątrz płytę wierzchnią i spodnią rozpiera drewniany kołeczek zwany duszą (przenosi on drgania z płyty wierzchniej na spodnią). Do pudła rezonansowego przymocowana jest szyjka, na niej znajduje się bezprogowa podstrunnica, a całość kończy komora kołkowa z główką najczęściej w charakterystycznym kształcie ślimaka. Cztery struny, podparte na podstawku (zwanym też mostkiem), napinane są za pomocą kołków umieszczonych w komorze kołkowej. Skrzypkowie bardzo często w otwory zaczepienia strun (w strunniku) zakładają jednak mikrostroiki (śrubki służące do dokładnego dostrajania skrzypiec). Strunnik przymocowany jest do guzika umieszczonego w dolnej części skrzypiec przy pomocy żyłki (najczęściej plastikowej).
Struny skrzypiec, niegdyś wykonywane z preparowanych jelit zwierzęcych, dziś wykonywane są z nylonu, najczęściej z owijką metalową, lub z metalu (różne stopy, gdyż ma to wpływ na brzmienie instrumentów).
Smyczek to drewniany, sprężysty pręt, wykonany najwcześniej z drewna fernambukowego, na który naciąga się końskie włosie (z ogona). Z jednej strony włosie jest umieszczone w główce smyczka (szpic), a u dołu – w żabce (zwykle drewniana – wykonana z hebanu lub innego gatunku twardego drewna, ale może być też plastikowa czy z kości słoniowej). Na końcu żabki znajduje się śrubka służąca do regulacji napięcia włosia.
Na przestrzeni dziejów budowniczowie skrzypiec – lutnicy – szukając idealnego brzmienia instrumentu, eksperymentowali z jego wymiarami i zastosowanymi materiałami (np. do dziś uważa się, iż cała tajemnica instrumentów A. Stradivariego tkwi w składnikach lakieru). Działo się tak zwłaszcza w baroku, a potem w XIX wieku.
Dla potrzeb produkcji masowej, zwłaszcza koniecznej w przypadku szkolnictwa, stworzono osiem standardowych wielkości skrzypiec – podane poniżej wartości odnoszą się do długości całego instrumentu, razem z gryfem:
| Wielkość             | Długość | Długość |
| Wielkość             | cale    | cm      |
| -------------------- | ------- | ------- |
| 4/4 (pełnowymiarowe) | 23 1/4  | 59,1    |
| 3/4                  | 21 7/16 | 54,45   |
| 1/2                  | 20 7/16 | 51,9    |
| 1/4                  | 18 1/8  | 46,0    |
| 1/8                  | 16 9/16 | 42,1    |
| 1/10                 | 15 5/8  | 39,7    |
| 1/16                 | 15      | 38,1    |
| 1/32                 | 13 3/8  | 34,0    |

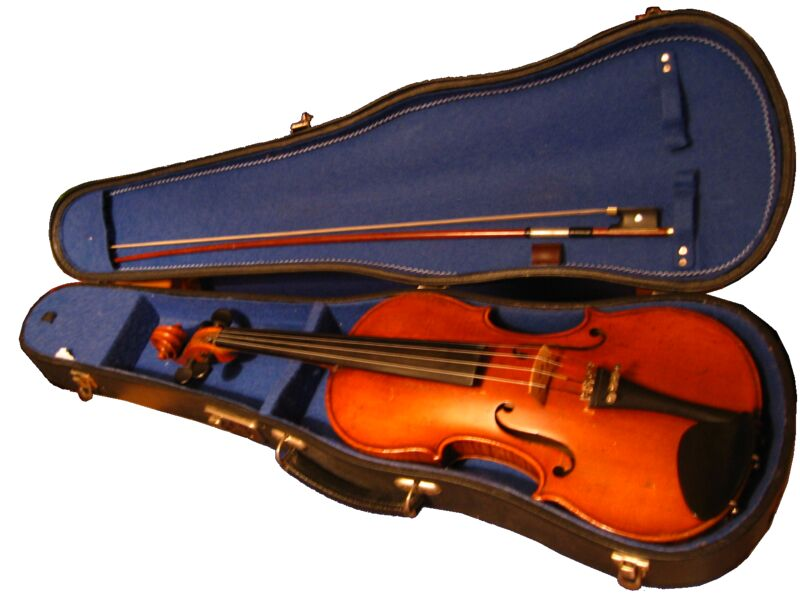
Skrzypce w futerale

Instrument posiada cztery struny strojone w naturalnych kwintach do następujących dźwięków: g d¹ a¹ e² i obejmuje zakres dźwięków od g do g4 (w orkiestrze, zespole), a nawet do c5 (solo, z wykorzystaniem techniki flażoletowej).

## Sposób gry
Skrzypek opiera instrument na lewym ramieniu, przytrzymując głową (kładąc ją na podbródku). Lewą ręką chwyta szyjkę, palcami naciskając struny w odpowiednich miejscach dla pożądanego dźwięku. W prawej ręce zaś trzyma smyczek, który opierając o strunę przesuwa w miejscu między podstawkiem a gryfem. Taka gra określana jest arco, może także szarpać struny palcami – ten sposób to pizzicato. Jest wiele rodzajów gry smyczkiem (rodzaje artykulacji) – legato (gra ciągła), détaché, portato (smyczki oddzielane), podrzucane, podbijane, odbijane – wszystkie te umiejętności świadczą o dobrym opanowaniu gry przez skrzypka.
Również lewa ręka ma swoje specjalizacje – grę w pozycjach (od 1 do 12), sposób i jakość wibracji (ruchu palca wzdłuż struny – w celu zmiękczenia dźwięku) celność palcowa (intonacja), biegłość (szybkość stawiania palców), chwytanie wielodźwięków (dwudźwięków). Nuty zapisywane są w kluczu wiolinowym.

### Podręczniki
Od XVII wieku ukazywały się podręczniki do nauki gry na skrzypcach. Dzisiaj stanowią cenne źródło informacji o dawnych instrumentach i sposobach gry. Najbardziej znany to: Leopold Mozart Versuch einer gründlichen Violinschule wydanej w 1756 w Augsburgu. W XVII i XVIII wieku szkoły nauki gry na skrzypcach wydali też m.in. Daniel Speer, Georg Fackl, Daniel Merck, Caspar Majer i Francesco Geminiani.

## Historia skrzypiec

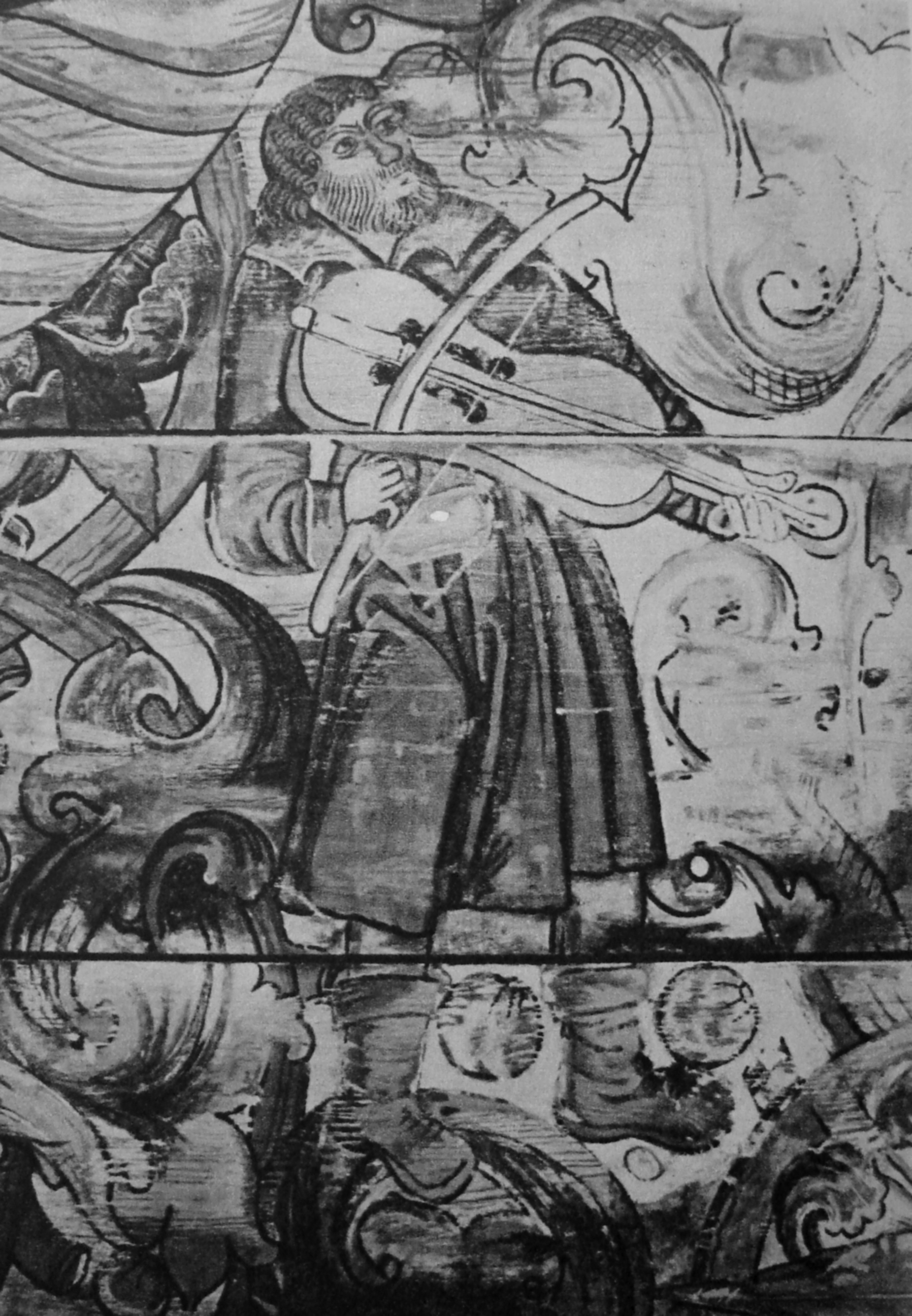
Polichromia z 1530 znajdująca się w kościele Świętej Trójcy we wsi Grębień koło Wielunia ukazująca wędrownego grajka grającego na polskich skrzypcach.

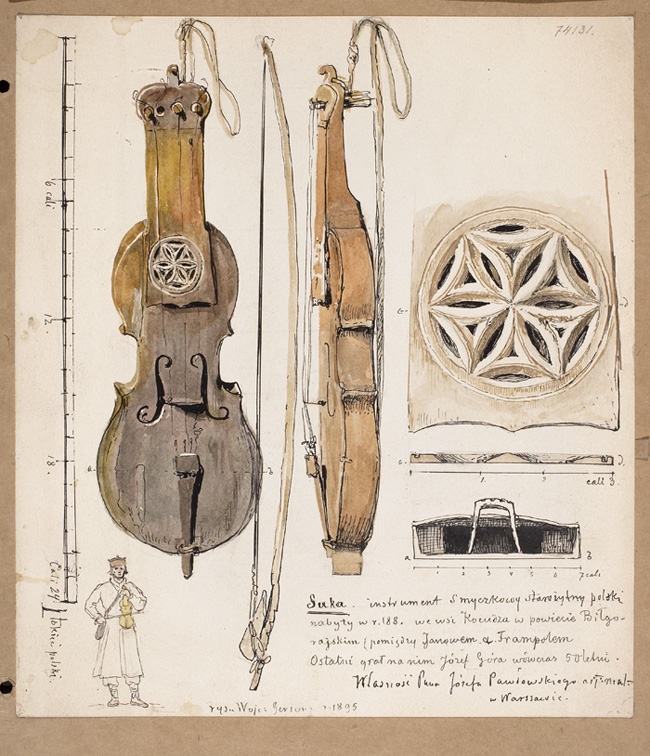
Akwarela Wojciecha Gersona z 1895 przedstawiająca wersję archaicznych, ludowych skrzypiec – sukę biłgorajską.

Według mitologii wynalazcą instrumentów smyczkowych był Merkury, a skrzypiec – Orfeusz. Safona wymyśliła smyczek naciągnięty włosami konia.
Współczesne skrzypce wywodzą się ze skrzypiec barokowych, które wyewoluowały z kilku instrumentów używanych wcześniej (łuk, fidel, lira da braccio zwana też violą da braccio, rebec, gęśliki podhalańskie, crwth itp.).
Niektórzy naukowcy przyjęli hipotezę, że początków skrzypiec należy szukać na ziemiach polskich. Ważnym dowodem są instrumenty smyczkowe znalezione na terenie Polski w trakcie badań archeologicznych: pochodzące z XI wieku gęśle z Opola, znaleziony w 1948 roku w Gdańsku pięciostrunowy instrument z XII wieku oraz sześciostrunowy instrument z XV wieku zwany fidelią płocką, wykopany w 1986 roku w Płocku.
Bezpośrednim przodkiem skrzypiec były najprawdopodobniej polskie skrzypce (niem. Polnische Geige), które jako czterostrunowy instrument strojony w kwintach wspomina Martin Agricola (1545) i Michael Praetorius (1619), a które przeniknęły z Polski do Włoch.
- Pierwsze użycie nazwy skrzypice można znaleźć w zabytkach literatury polskiej już z II połowy XV wieku i I połowy XVI wieku.
- Pierwszy raz włoskiego terminu określającego skrzypce użyto w 1523 roku we Włoszech, w dokumencie będącym rachunkiem za wykonaną usługę za sześć skudów za naprawę trompetts et vyellon.
- Pierwsze graficzne wyobrażenie skrzypiec pochodzi z malowideł w kościele św. Krzysztofa w Vercelli Madonna degli aranci Gaudenzio Ferrari z roku 1529.
- Pierwszy znany występ z użyciem skrzypiec miał miejsce w czasie przyjęcia cesarza Karola V i króla Franciszka I przez papieża Pawła III w Bolonii w 1538.
- Martin Agricola w traktacie Musica Instrumentalis Deutsch z 1528 roku opisuje szeroko używany w Polsce instrument – polnischen Geige[8].
- Najstarsze skrzypce, które przetrwały do dzisiaj, zostały wykonane ok. r. 1560 w Cremonie przez Andrea Amatiego na zamówienie króla Francji Karola IX i noszą jego imię. Pochodzą z kompletu 24 skrzypiec, za które Amati został odznaczony przez króla.
- Pierwsza publikacja muzyki na skrzypce pochodzi z 1581 i zawiera ówczesną francuską dworską muzykę taneczną.
- Michael Praetorius w traktacie Syntagma Musicum (1619) zamieszcza ilustrację skrzypiec i – podobnie jak Agricola – używa nazwy polnische Geigen (pol. Polskie skrzypce) oraz stwierdza, że z Polski wywodzą się najwybitniejsi muzycy grający na tym instrumencie.

Okres baroku – wiek XVII i pierwsza połowa XVIII wieku – jest już okresem ogromnej popularności instrumentu. Skrzypce barokowe wyglądały nieco inaczej niż współczesne, miały nieco krótszą szyjkę, płaski i krótki gryf, struny z jelit zwierzęcych, nie używano także podbródka.
W tym okresie w całej Europie istniało wiele zakładów lutniczych produkujących skrzypce – głównie we Włoszech, Francji i Niemczech. Zajmowały się tym całe rody lutników, przekazując sobie szczegóły i tajemnice produkcji, jak np. Amati czy Guarneri.

### Stradivarius
Do najsłynniejszych budowniczych skrzypiec wszech czasów należy Antonio Stradivari. Wytworzył on około 1100 egzemplarzy, z których wiele zachowało się do dziś. Skrzypce Stradivariego są przedmiotem pożądania współczesnych instrumentalistów, stać na nie jednak tylko najbogatszych, często też są własnością instytucji, fundacji lub skarbu państwa.
W ostatnim dziesięcioleciu dwudziestego wieku na publicznych aukcjach sprzedano sześć par skrzypiec pochodzących z pracowni Stradivariego. Osiągnęły one następujące ceny:
- listopad 1990 – 820 000 GBP za instrument z 1720 r.
- 1 listopada 1994 – 501 390 USD
- 21 marca 1995 – 610 670 USD
- 20 czerwca 1995 – 604 555 USD
- 31 października 1995 – 219 620 USD
- 19 marca 1997 – 202 520 USD
- 18 listopada 1998 – 877 422 USD

### Lutnicy polscy
W Polsce począwszy od XVI wieku działały wybitne rody lutnicze Grobliczów (Kraków) i Dankwartów (Warszawa i Wilno), kojarzone z polską szkołą lutniczą. Lutnictwo rozwijało się także w innych miastach – w Gdańsku czy Poznaniu.
W XX wieku w dwudziestoleciu międzywojennym rzeźbiarz oraz lutnik zamieszkały we wsi Ropa koło Gorlic w woj. małopolskim Antoni Hybel wynalazł skrzypce z niesymetryczną budową pudła rezonansowego. Miały one uproszczoną konstrukcję ułatwiającą grę w wysokich pozycjach.

## Skrzypkowie i skrzypaczki
W dawnej Europie skrzypce uważane były za instrument nienadający się dla młodych kobiet, zwłaszcza z tzw. dobrych domów, co tak wyjaśnia Danuta Gwizdalanka:
Skrzypce miały deformować sylwetkę, groziły szpecącym znamieniem na podbródku, a z łopotania obszernych rękawów sukni skrzypaczek naśmiewano się w prasie. Tabuizacja skrzypiec powoli zaczęła ustępować w połowie XIX stulecia, stopniowo wzrastała więc ilość dziewcząt wybierających dla siebie ów instrument. Około 1900 roku magazyny kobiece zapewniały niespokojne matki, iż gra na skrzypcach nie narusza zasad dobrego tonu.